# Box Car Racer
Box Car Racer var Tom DeLonge og Travis Barker fra Blink-182's sideprojekt. DeLonge dannede Box Car Racer for at eksperimentere med sang idéer, som han ikke syntes passede til Blink-182, og han fik Barker til at spille trommer, da han ikke gad betale for en studiemusiker. David Kennedy fra Hazen Street kom til, og de gik i gang med at indspille. DeLonge insisterede på, at der også skulle være en der spillede bas, så han hyrede Kennedys ven; Anthony Celestino.
Deres debutalbum, der blot havde navnet Box Car Racer, udkom 21. maj 2002, og indeholdt gæsteoptrædener fra Blink-182 medlemmet Mark Hoppus (på nummeret "Elevator") og Tim Armstrong fra Rancid og Jordan Pundik fra New Found Glory på nummeret "Cat Like Thief".

## Medlemmer
- Tom DeLonge – forsanger og baggrundsvokal, guitar, bas, klaver (2001–2003, 2021)
- Travis Barker – trommer, percussion, keyboards, klaver (2001–2003, 2021)
- David Kennedy – guitarer (2001–2003)

Touring musicians
- Anthony Celestino – bas, baggrundsvokal (2002–2003)

## Diskografi

### Studiealbums
| År   | Titel                                                                                                | Højeste hitlisteplacering | Højeste hitlisteplacering | Højeste hitlisteplacering | Højeste hitlisteplacering | Højeste hitlisteplacering | Højeste hitlisteplacering | Certificeringer        |
| År   | Titel                                                                                                | US                        | AUS                       | CAN                       | GER                       | IRL                       | UK                        | Certificeringer        |
| ---- | --- | ------------------------- | ------------------------- | ------------------------- | ------------------------- | ------------------------- | ------------------------- | ---------------------- |
| 2002 | Box Car Racer - Udgivet: May 21, 2002 - Pladeselskab: MCA (112894) - Format: CD, Vinyl, Kassettebånd | 12                        | 30                        | 7                         | 89                        | 49                        | 27                        | - CAN: Guld - UK: Sølv |

### Singler
| År                                        | Titel       | Højeste hitlisteplacering | Højeste hitlisteplacering | Højeste hitlisteplacering | Album         |
| År                                        | Titel       | US                        | US Alt.                   | UK                        | Album         |
| ----------------------------------------- | ----------- | ------------------------- | ------------------------- | ------------------------- | ------------- |
| 2002                                      | "I Feel So" | —[A]                      | 8                         | 41                        | Box Car Racer |
| 2002                                      | "There Is"  | —                         | 32                        | —                         | Box Car Racer |
| "—" denotes a release that did not chart. |             |                           |                           |                           |               |

## Videografi

### DVD
| År   | Titel         | Pladeselskab |
| ---- | ------------- | ------------ |
| 2002 | Box Car Racer | MCA Records  |

### Musikvideoer
| År   | Titel       | Instruktør              |
| ---- | ----------- | ----------------------- |
| 2002 | "I Feel So" | Nathan Cox, Tom DeLonge |
| 2002 | "There Is"  | Alexander Kosta         |